# بازی شانس (فیلم)
بازی شانس فیلمی به کارگردانی فاروق عجرمه محصول سال ۱۳۴۷ است.

## بازیگران
- عبداله بوتیمار
- فریبا خاتمی
- راندا
- نادیا جمال
- ابراهیم خان
- سیدمغربی